# 神戸 - 福知山・舞鶴線

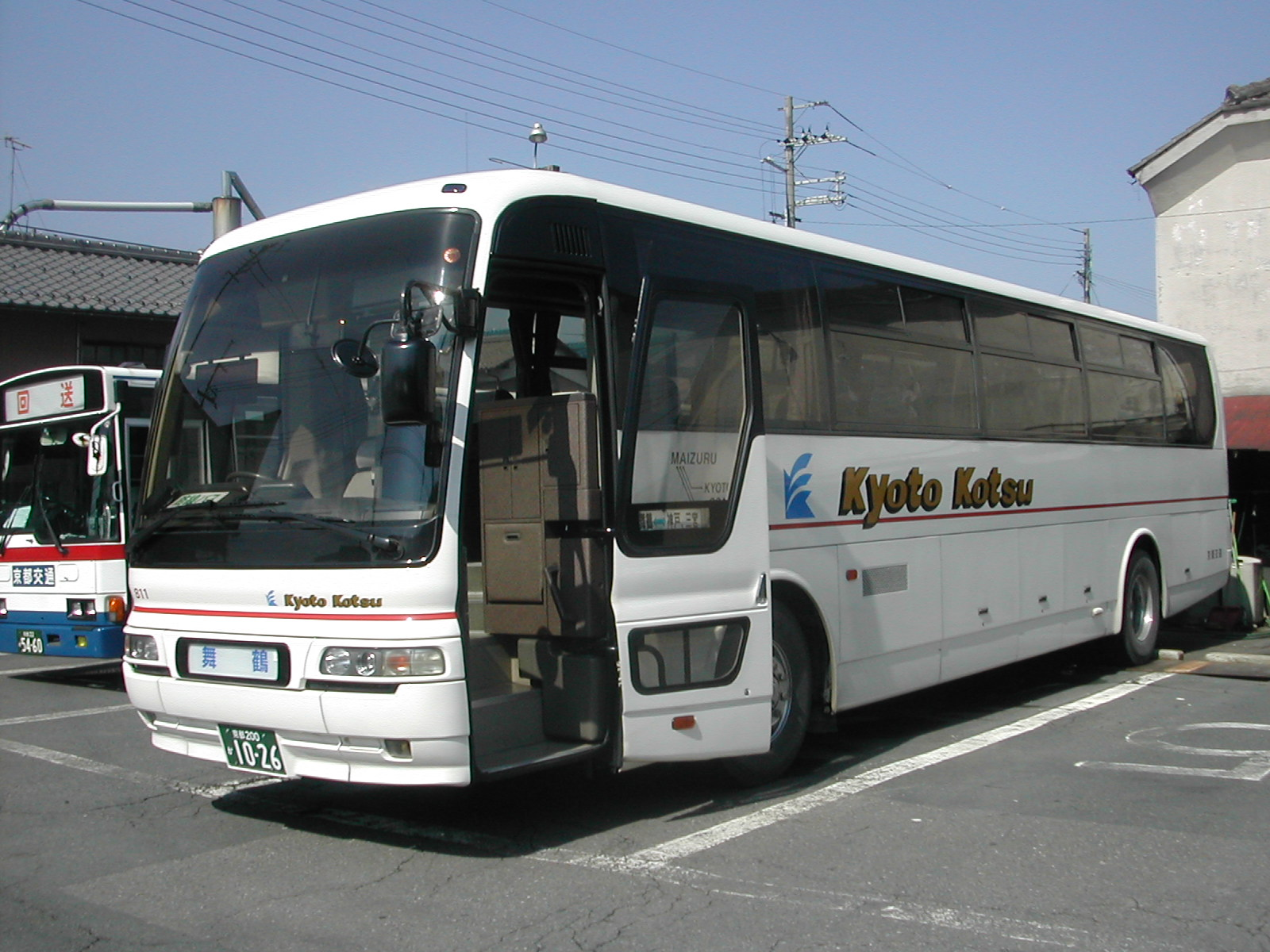
京都交通運行便

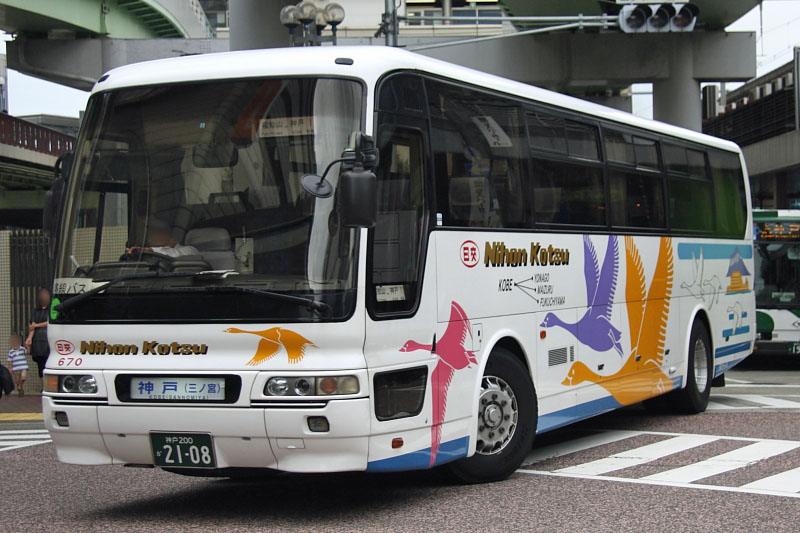
日交シティバス運行便

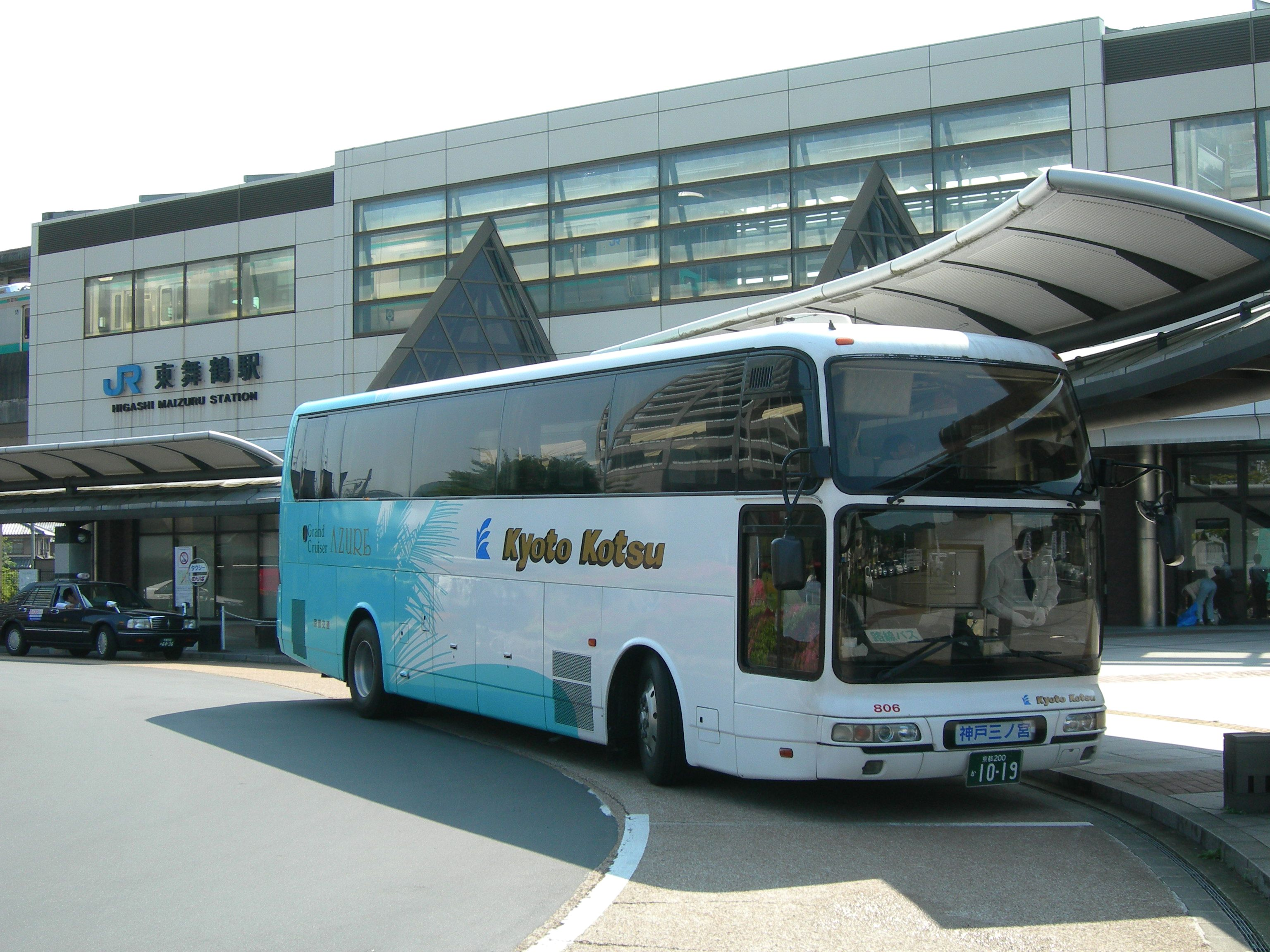
東舞鶴駅前にて

神戸 - 福知山・舞鶴線（こうべ - ふくちやま・まいづるせん）は神戸市と福知山市・舞鶴市を結ぶ高速バスである。以下の2系統が運行されている。本項目ではこれらについて一括して記す。
- 神戸（三宮） - 福知山線（昼行 / 日本交通 (神戸)・日本交通 (福知山)）

三ノ宮駅（三宮バスターミナル） - 福知山IC・福知山駅前
- 神戸（三宮） - 舞鶴線（昼行 / 日本交通 (神戸)・京都交通）

三ノ宮駅（三宮バスターミナル） - 西舞鶴駅前・東舞鶴駅前・舞鶴営業所
いずれの系統も、鉄道よりも速く、安く、乗換えなしで到達できる。
全便座席指定制のため、乗車には予約が必要。

## 歴史
- 2005年7月15日 京都交通が単独で神戸（三宮） - 舞鶴線を運行開始。
- 2006年3月21日 日交シティバス・京都交通の2社により神戸（三宮） - 福知山線を運行開始。神戸（三宮） - 舞鶴線に日交シティバスが参入。
- 2006年11月26日 ミント神戸がオープン、ビル1階に新設された三宮バスターミナル発着に変更（発券窓口も三宮バスターミナル内に移転）。これに伴い、日交三ノ宮予約センターを廃止（大阪予約センターに集約）。
- 2009年4月1日 舞鶴便を1往復増発。
- 2010年3月26日 舞鶴便を1往復増発。
- 2013年4月21日 舞鶴便を1往復増発。一部便を舞鶴港フェリーターミナルまで延伸運転。

## 運行会社

### 神戸（三宮） - 福知山線
- 日本交通 (神戸)
  - 神戸営業所が昼行5往復を担当。
- 日本交通 (福知山)
  - 福知山営業所が昼行5往復を担当。

- 神戸側の予約業務は日本交通 (大阪)が担当。
- 福知山側の予約・発券業務は京都交通が担当。

### 神戸（三宮） - 舞鶴線
- 日本交通 (神戸)
  - 神戸営業所が昼行3往復を担当。
- 京都交通
  - 舞鶴営業所が昼行5往復（金曜のみ6往復）を担当。

- 神戸側の予約業務は日本交通 (大阪)が担当。

## 停車停留所
▼…下りは乗車のみ、上りは降車のみの扱い
▲・△…上りは乗車のみ、下りは降車のみの扱い（白は一部便のみ運行）
∥…経路外
| 停車停留所名                   | 停留所所在地 | 停留所所在地 | 三宮福知山線 | 三宮舞鶴線 | 備考                                                   |
| ------------------------------ | ------------ | ------------ | ------------ | ---------- | ------------------------------------------------------ |
| 三ノ宮駅（三宮バスターミナル） | 兵庫県       | 神戸市中央区 | ▼            | ▼          | 7番乗り場に停車                                        |
| 福知山IC                       | 京都府       | 福知山市     | ▲            | ∥          | 西日本ジェイアールバス・中六人部バス長田野バス停に停車 |
| 福知山駅前（北口）             | 京都府       | 福知山市     | ▲            | ∥          |                                                        |
| 西舞鶴駅前                     | 京都府       | 舞鶴市       |              | ▲          |                                                        |
| 中舞鶴                         | 京都府       | 舞鶴市       |              | ▲          |                                                        |
| 東舞鶴駅前                     | 京都府       | 舞鶴市       |              | ▲          |                                                        |
| 舞鶴フェリーターミナル         | 京都府       | 舞鶴市       |              | △          |                                                        |
| 舞鶴営業所                     | 京都府       | 舞鶴市       |              | △          |                                                        |

## 運行経路

### 神戸（三宮） - 福知山線
- 神戸市内 - 布引 - 新神戸トンネル有料道路 - 箕谷出入口 - 阪神高速7号北神戸線 - 柳谷JCT - 六甲北有料道路 - 神戸三田IC - 中国自動車道 - 舞鶴若狭自動車道 - 福知山IC - 国道9号 - 福知山市内

### 神戸（三宮） - 舞鶴線
- 神戸市内 - （上記、福知山線と同経路） - 舞鶴西IC - 国道27号 - 舞鶴市内

## 運行回数
- 舞鶴便 昼行8往復（金曜のみ9往復）
- 福知山便 昼行10往復

## 車内設備
- 3列シート
- フットレスト
- レッグレスト
- ビデオ ・マルチステレオ
- トイレ
- おしぼり
- 毛布
- 電話
- スリッパ

## 運行車両

### 神戸（三宮） - 福知山線
- 日交シティバス
  - 三菱ふそう エアロバスMM
- 京都交通
  - 三菱ふそう エアロバス

### 神戸（三宮） - 舞鶴線
- 日交シティバス
  - 三菱ふそう エアロバス
- 京都交通
  - 三菱ふそう エアロクィーンII・エアロバス